# Esterhazya
Esterhazya – rodzaj roślin z rodziny zarazowatych (Orobanchaceae). Obejmuje 6 gatunków. Rośliny te występują w Ameryce Południowej – na obszarze od Boliwii i Paragwaju, poprzez południową i środkową Brazylię po jej wschodnią i północno-wschodnią część.

## Morfologia
PokrójByliny o łodygach prosto wzniesionych.
LiścieNaprzeciwległe, siedzące lub ogonkowe, o blaszkach równowąsko lancetowatych, zaostrzonych i całobrzegich.
KwiatyOsadzone na długich szypułkach. Kielich rurkowaty do dzwonkowatego, zakończony 5 ząbkami. Korona o wygiętej rurce, różowa do krwistoczerwonej, z 5 zaokrąglonymi i podwijającymi się łatkami. Pręciki cztery, wystające z rurki korony. Pylniki gęsto owłosione. Zalążnia jajowata lub kulistawa.
OwoceTorebki zawierające liczne kanciaste nasiona o gładkich łupinach.

## Systematyka
Pozycja systematyczna
Rodzaj z rodziny zarazowatych Orobanchaceae, w której obrębie klasyfikowany jest do plemienia Gerardieae.
Wykaz gatunków
- Esterhazya caesarea (Cham. & Schltdl.) V.C.Souza
- Esterhazya eitenorum Barringer
- Esterhazya macrodonta (Cham.) Benth.
- Esterhazya nanuzae V.C.Souza
- Esterhazya splendida J.C.Mikan
- Esterhazya triflora R.B.Moura & R.J.V.Alves